# Corps Erz

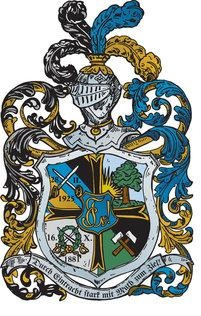
Wappen des Corps Erz

Das Corps Erz ist eine pflichtschlagende und farbentragende Studentenverbindung an der Montanuniversität Leoben. Als Corps ist es Teil des KSCV.

## Couleur und Wahlspruch
Das Corps wählte am 28. Februar 1925 die Farben schwarz–dunkelblau–gold. Der Wahlspruch ist: DURCH EINTRACHT STARK, MIT MUT ZUM ZIEL!

## Geschichte

### Gründungszeit
Am 16. Oktober 1881 gründete sich der Akademische Leseverein in Leoben. Er hatte die Couleur schwarz–rot–gold und stand zur unbedingten Satisfaktion. In ihm entstanden am 22. Mai 1884 die Tischgesellschaft im Gasthaus zum weißen Kreuz und am 4. Dezember 1886 die Tischgesellschaft Leder. Diese beiden Ausgliederungen wurden Burschenschaften. Der Leseverein war vom 24. Mai 1890 bis zum 6. Juni 1891 Mitglied des Waidhofener Verbandes der akademischen wehrhaften Vereine Österreichs. Der Leseverein änderte seinen Namen am 3. Mai 1902 in Verein deutscher Studenten.  Am 29. Juni 1902 wurde der Zusatz „Erz“ angenommen. Gleichzeitig wurde Vollcouleur eingeführt; eine blaue Tellermütze zu schwarz-rot-goldenem Band auf blauem Grund.

### Die Zeit des Ersten und Zweiten Weltkrieges
Erz war seit dem 2. März 1912 Mitglied des Kyffhäuser-Verbandes der Ostmark, ab 20. März 1919 der Deutschen Vereinigten Studentenschaft und vom 3. Dezember 1920 bis zum 23. Mai 1921 der Tagung wehrhafter Vereine.
Am 28. Februar 1925 erklärte sich Erz zum Corps. Mit dieser Änderung wurde die Bestimmungsmensur auf Schläger eingeführt. Bis dahin waren nur Zweikämpfe mit dem schweren Säbel erlaubt. Im Sommersemester 1934 renoncierte das Corps beim Leobner Senioren-Convent, in den es am 24. Juni 1935 recipiert wurde. Als der Kösener SC-Verband wenig später aufgelöst wurde, blieben die Corps in Österreich bis zum 17. März 1938 in der Arbeitsgemeinschaft der Österreichischen Corps (AGOeC) bestehen. Erz suspendierte im Sommersemester 1938 und unterstützte mit dem Corps Montania Leoben die Kameradschaft Günther Fischerauer. Fischerauer war 1934 Erzer geworden und im Österreichischen Bürgerkrieg gefallen.

### Nachkriegszeit
Nach dem Zweiten Weltkrieg reaktivierte sich der Altherrenverein des Corps Erz. Der Corpsburschen-Convent rekonstituierte am 10. Dezember 1949. Im Jahre 1952 wurde das Freundschaftsverhältnis mit dem Corps Teutonia Graz aus der schwierigen Zeit des Ständestaates in ein Kartell umgewandelt, welches jedoch 1978 zerbrach. Erz stand auch vorübergehend mit dem Corps Isaria in einem Vorstellungsverhältnis.
An der Rekonstitution des Kösener SC-Verbandes waren die österreichischen Corps nicht beteiligt; sie wurden aber am 19. Mai 1951 als Mitglieder anerkannt. Im Juni 1970 gewährte Erz dem Kieler Corps Palaiomarchia-Masovia Waffenschutz in einer PP-Suite gegen das Corps Montania Leoben. Im Mai 1976 gewährte es dem Corps Lusatia-Leipzig zu Berlin Waffenschutz ebenfalls für eine PP-Suite gegen Montania.

### Seit 2000
Im Jahre 2001 stellte Erz mit Peter Berger den Vorsitzenden des oKC. Im Wintersemester 2010/11 wurde ein Freundschaftsverhältnis mit dem Corps Borussia Clausthal im WSC abgeschlossen. Das Corps Erz unterhält damit als eines von wenigen Corps ein Verhältnis mit einem Corps eines anderen Dachverbandes.

## Verhältniscorps
Erz ist kreisfrei und befreundet mit
Posonia Wien (1967/1955)
Rhaetia (2007/1953)
Lusatia Leipzig (1997/1994), zugleich in Fortführung des Vorstellungsverhältnisses mit Lusatia Breslau (1962)
Frankonia Prag (1995)
Borussia Clausthal (2011)

## Mitglieder

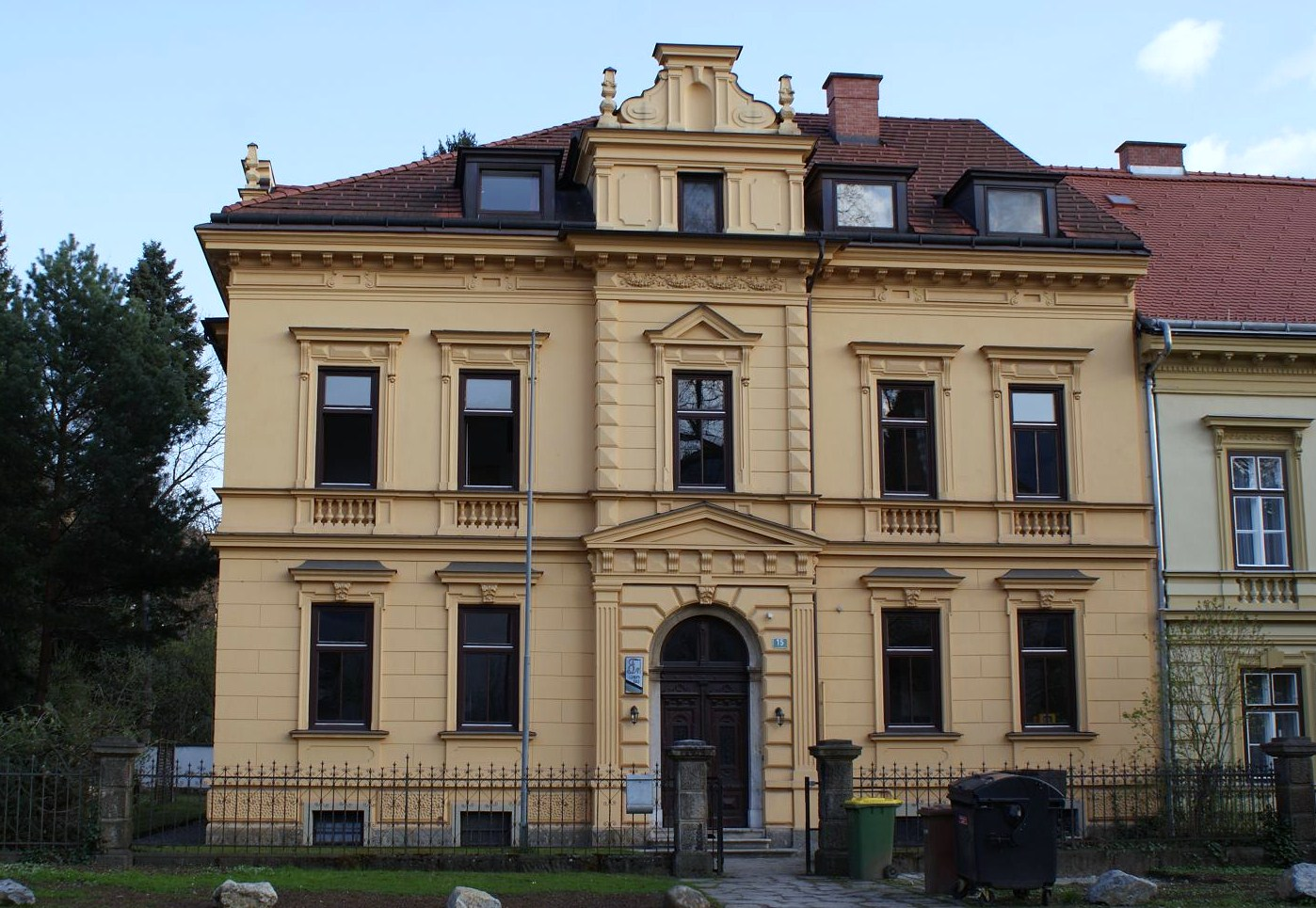
Corpshaus des Erz

- Franz Aubell (1878–1954), Professor für Feldmess- und Markscheidekunde und Altrektor an der Montanuniversität Leoben
- Hugo Drolz (1862–1950), Vorsitzender des Mährisch-Schlesischen Industriellenverbandes
- Hans Höfer von Heimhalt (1843–1924), fr. Corps Tauriscia Leoben, Montangeologe, Schöpfer des Begriffs Erdöl
- Karl Patteisky (1891–1968), Geologe
- Peter Paschen (1935–2013), Nichteisenmetallurge, Altrektor der Montanuniversität Leoben
- Aloys M. Poschmann (1909–1980), Dr. med., Sanitätschef der Org. Todt (OT), Ärztliche Oberaufsicht aller Dienststellen des Ministeriums „Speer“, sp. Generalarzt der Wehrmacht (Kriegsgefangenschaft in Workuta) – Poschmann war einer der wenigen Ärzte des Dritten Reiches in verantw. Position, die dem hohen ethischen Anspruch des med. Berufsstandes gerecht wurden. Er weigerte sich z. B. Zwangsabtreibungen an Ostarbeiterinnen in der OT durchzuführen, oder die ihm anvertrauten Verwundeten im Russlandfeldzug unbetreut zurückzulassen.
- Franz Schraml (1874–1946), Ordinarius für Feuerungs-, Metallhütten- und Salinenkunde, Rektor der Montanuniversität Leoben
- Helmut Flachberger (* 1967), Ordinarius für Aufbereitung und Veredelung an der Montanuniversität Leoben
- Leopold Schöggl (* 1951), Politiker
- Gert Stadler (* 1939), Em.Univ.-Prof., Bergrat h. c., vorm. Ordinarius für Baubetrieb und Bauwirtschaft an der Technischen Universität Graz